# МР-103
МР-103 «Барс» (по кодификации НАТО — Muff Cob) — советская радиолокационная станция (РЛС) системы управления огнём (СУО), или радиолокационная система управления (РЛСУ) для 57-мм артиллерийских установок.

## Создание
Создание РЛСУ МР-103 стало первой собственной разработкой для конструкторского бюро «Аметист» (10 апреля 1950 года приказом № 00255 министра судостроительной промышленности СССР было создано конструкторское бюро при заводе № 782).
Впервые РЛСУ МР-103 «Барс» была установлена на корабле ВМФ для испытаний в 1952 году. Госиспытания новой модификации РЛСУ МР-103 «Барс» с артиллерийской установкой (АУ) ЗИФ-31Б проводили на МПК-15 (проект 204, заводской № 801) в 1960 году, с АУ АК-725 испытывали в 1964 году на МПК-88 (проект 204, заводской № 805). Принята на вооружение в 1962 году в комплексе с АУ ЗИФ-31Б.

## Описание
РЛСУ МР-10З «Барс» обеспечивает целеуказание и наведение артиллерийским системам на дальности обнаружения цели в 205 кабельтовых (40 км), при скоростях до 705 м/с. РЛСУ оснащена телевизионной камерой для видеозаписи цели. Дублирующая (резервная) система управления огнём включала вынесенный пост управления и визирные колонки с кольцевыми векторными прицелами. Также МР-103 может использоваться и для навигационных целей.
Состав
- антенный пост;
- радиотехнические блоки;
- индикатор на ЭЛТ;
- аппаратура управления.

### Применение
- 2 × 57-мм АУ ЗИФ-31:
  - тральщики проекта 264,
  - малые противолодочные корабли проекта 204 (МПК-15 и МПК-16);
- 4 × 57-мм АУ ЗИФ-75:
  - минно-сетевые заградители проекта 317;
- 2 × 57-мм АУ АК-725:
  - торпедные катера проекта 206-М,
  - малые противолодочные корабли проекта 204 (кроме МПК-15 и МПК-16),
  - малые противолодочные корабли проекта 1124 (кроме 1124П и первых кораблей проекта 1124 до МПК-43 «Одесский комсомолец»),
  - малые ракетные корабли проекта 1234,
  - крейсера проекта 1134,
  - большие противолодочные корабли проекта 1134-А,
  - большие десантные корабли проекта 775 (кроме 775М),
  - танкеры проекта 1549.

На смену МР-103 «Барс» пришла РЛСУ МР-123 «Вымпел» с дальностью обнаружения целей до 45 км при отсутствии радиоэлектронных помех и до 30 км при их наличии.